# إدوارد ديفيز (رسام)
إدوارد ديفيز (بالإنجليزية: Edward Davies)‏ هو مهندس معماري ورسام أسترالي، ولد في 12 أبريل 1852، وتوفي في 2 أبريل 1927.